# Chai Muengsingh
Chai Muengsingh (thaï : ชาย เมืองสิงห์), est un chanteur luk thung thaïlandais,,.
C'est une des vedettes du luk thung, genre musical de Thaïlande.

## Discographie
- Miea Phee Mee Choo (เมียพี่มีชู้)
- Malai Dok Rak (มาลัยดอกรัก)[6]
- Tam Ruad Krab (ตำรวจครับ)
- Tham Boon Ruam Chad (ทำบุญร่วมชาติ)
- Pee Pai Lai Wan (พี่ไปหลายวัน)
- Phoe Luk Oon (พ่อลูกอ่อน)
- Sib Ha Yok Yok (สิบห้าหยกๆ)
- Luk Sao Krai Noe (ลูกสาวใครหนอ)
- Mae Sue Mae Chak (แม่สื่อแม่ชัก)
- Ruea Lom Nai Nong (เรือล่มในหนอง)
- Kha Khab Prik (กาคาบพริก)
- Yik Kaem Yok (หยิกแกมหยอก)

## Censure
Chai Muangsing (Chai Muengsingh) est le chanteur de Ma femme a un amant, une des chansons interdites par le ministère de la culture car jugée scandaleuse (et en 2005, pour les mêmes motifs, la chanson pop J'aime son mari interprétée par l'actrice et chanteuse Sinjai Plengpanich.